# Wang Š’-min
Wang Š’-min (čínsky pchin-jinem Wáng Shímǐn, znaky zjednodušené 王时敏, tradiční 王時敏, 1592–1680), byl čínský malíř a kaligraf konce mingského a počátků čchingského období. Jeden ze šesti raně čchingských mistrů, vůdčí představitel čínského ortodoxního literátského malířství druhé poloviny 17. století.

## Jména
Wang Š’-min používal zdvořilostní jméno Sün-č’ (čínsky pchin-jinem Xùnzhī, znaky zjednodušené 逊之, tradiční 遜之) a pseudonymy Jen-kche (čínsky pchin-jinem Yānkè, znaky zjednodušené 烟客, tradiční 煙客) a Si-lu lao-žen (čínsky pchin-jinem Xīlú lǎorén, znaky zjednodušené 西庐老人, tradiční 西廬老人).

## Život a dílo

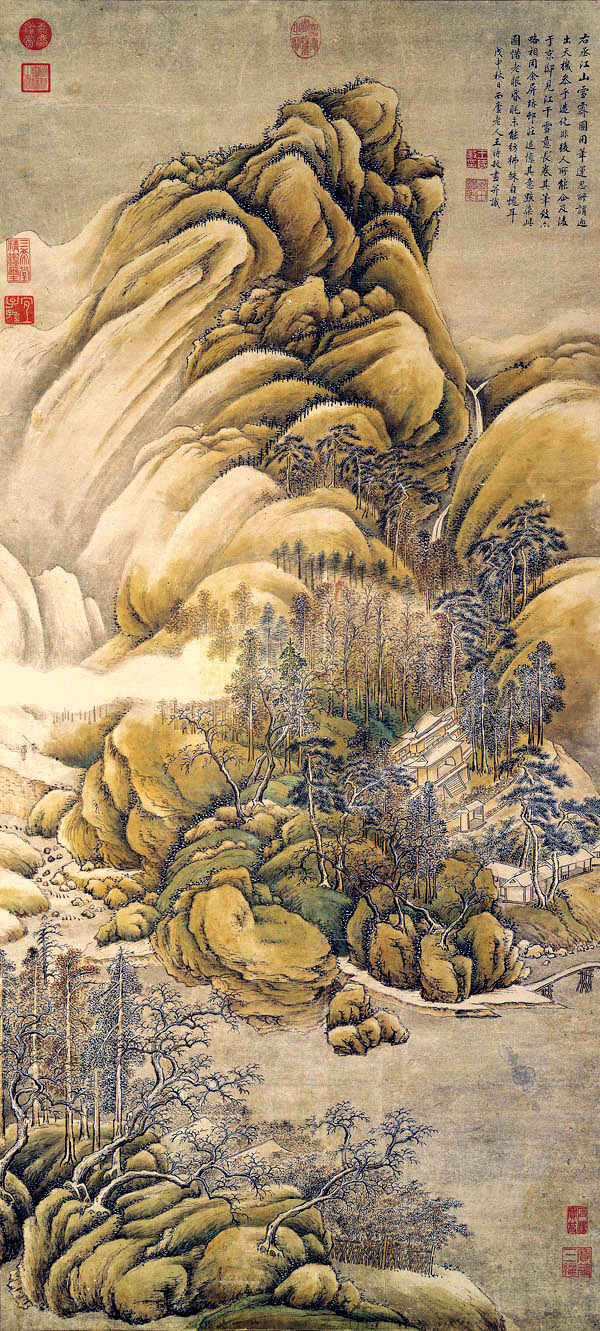
Wang Š’-min, Podle Wang Wejova obrazu „Sníh nad řekami a horami“, 1668, Národní palácové muzeum, Tchaj-pej

Wang Š’-min pocházel z Tchaj-cchangu (nedaleko Šanghaje; v provincii Ťiang-su) z prominentní rodiny džentry, jeho děd Wang Si-ťüe byl velkým sekretářem císaře Wan-liho, jeho otec sloužil v akademii Chan-lin. Od dětství studoval konfucianismus a umění jako přípravu na vstup do státních služeb. Wang Š’-minova úřednická kariéra vyvrcholila funkcí zástupce dvorského ceremoniáře za vlády císaře Čchung-čena. Po pádu říše Ming a Čchung-čenově sebevraždě (1644) opustil státní službu a věnoval se malířství a kaligrafii.
Byl žákem Tung Čchi-čchanga, v krajinomalbě si za vzor vzal zejména jüanského Chuang Kung-wanga. Kritikou je počítán mezi tzv. „čtyři Wangy“ a s nimi k šesti raně čchingským mistrům, mezi nimiž byl nejstarší a spolu s nimiž v souladu s teoretickou koncepcí Tung Čchi-čchanga prosadil literátskou tušovou malbu inspirující se u starých mistrů jako „novou ortodoxii“ proti barevnému figuralismu oblíbenému u čchingského dvora. Obdivována byla i jeho kaligrafie, zvláště úřednické písmo. Psal také poezii a prózu.